# Yesa
Yesa là một đô thị trong tỉnh và cộng đồng tự trị Navarre, Tây Ban Nha. Đô thị này có dân số là 257 người, diện tích 22,222 km2. Đô thị nằm ở độ cao 492 m trên mực nước biển. Yesa giáp các đô thị: Javier, Liédena và Sangüesa.

## Biến động dân số
| Quá trình biến động dân số theo thời gian          | Quá trình biến động dân số theo thời gian | Quá trình biến động dân số theo thời gian | Quá trình biến động dân số theo thời gian | Quá trình biến động dân số theo thời gian | Quá trình biến động dân số theo thời gian | Quá trình biến động dân số theo thời gian | Quá trình biến động dân số theo thời gian | Quá trình biến động dân số theo thời gian | Quá trình biến động dân số theo thời gian | Quá trình biến động dân số theo thời gian |
| 1996                                               | 1998                                      | 1999                                      | 2000                                      | 2001                                      | 2002                                      | 2003                                      | 2004                                      | 2005                                      | 2006                                      | 2007                                      |
| -------------------------------------------------- | ----------------------------------------- | ----------------------------------------- | ----------------------------------------- | ----------------------------------------- | ----------------------------------------- | ----------------------------------------- | ----------------------------------------- | ----------------------------------------- | ----------------------------------------- | ----------------------------------------- |
| 272                                                | 255                                       | 239                                       | 239                                       | 237                                       | 236                                       | 262                                       | 260                                       | 263                                       | 249                                       | 242                                       |
| Nguồn: Yesa et instituto de estadística de navarra |                                           |                                           |                                           |                                           |                                           |                                           |                                           |                                           |                                           |                                           |